# Ylä-Viivajärvi
Ylä-Viivajärvi och Ala-Viivajärvi är sjöar i Finland. De ligger i kommunen Karstula i landskapet Mellersta Finland, i den centrala delen av landet, 300 km norr om huvudstaden Helsingfors. Ylä-Viivajärvi ligger 155,2 meter över havet. I omgivningarna runt Ylä-Viivajärvi växer i huvudsak blandskog. Den är 8,6 meter djup. Arean är 2,9 kvadratkilometer och strandlinjen är 16,82 kilometer lång. Sjön  ingår i Kymmene älvs huvudavrinningsområde. 